# 水島大宙・木村まどかの「まどちゅう!」
水島大宙・木村まどかの「まどちゅう！」（みずしまたかひろ・きむら－）は、アニメイトモバイルシリーズ 声優アニメイト+hm3内、おしゃべり放送局で配信していたミニラジオ番組。2010年6月更新終了。
「まるで兄妹のように良い仲の良いと言われている2人による仲良し証明番組」と銘打っていた。

## 概要
- 配信日：毎週月曜日（月曜日が祝日の場合も、0時を少しまわった頃に配信される）
- パーソナリティー： 水島大宙、木村まどか
- 配信サイト：声優アニメイト+hm3 おしゃべり放送局（月額315円）
- 出張版配信サイト：アニメイトTV（無料）毎月第一月曜日更新
- パーソナリティの水島大宙を介し、さよなら絶望放送との関係が深い。さよなら絶望放送の第49、50回では水島大宙のゲスト出演により両番組のコラボレーションが果たされ、その影響で、しばらくの間水島大宙の名が「水島大宙Ｆ」と表記されていた。

## 番組構成
- 配信時間は約8分。前後編として、それぞれ約8分ずつ配信されることもある。
- FOMAユーザーのみiモーションによるストリーミング配信が行われている。
- 月に1回、一ヶ月分と出張版をまとめて収録している。

## ゲスト
配信が5回ある月にはゲストが出演するということになっている。
- 6月のゲストはパーソナリティと同じプロダクションに所属する小清水亜美（第9回～第13回）。
- 9月のゲストはさよなら絶望放送との縁で「さのすけ[1]」が出演（第22回～第26回）。ただし中の人（神谷浩史）が来ないため、言葉を発したのは水島大宙がアテレコした「おれはりょーこのものだからな」の一言のみであった。

## 番組コーナー

### まどちゅう　誰かに相談ちゅう！！
- リスナーの悩みや素朴な疑問を、毎週登場する様々なゲストが解決してくれるコーナー。
- 「ゲスト」はパーソナリティの二人が演じる。（例：「眼鏡の似合う家庭科教師」、「妖精さんとお話する不思議ちゃん」など）
- 第24回配信をもってコーナー終了。

### 水島三兄弟に相談ちゅう
- あるお題に対して大宙・中宙・小宙の三兄弟がどう答えるかを三段オチで考えるコーナー。内容は完全にリスナーの投稿次第。
- 例：『相方、木村まどかについてどう思いますか』小宙「礼儀正しくておもしろくて、良い後輩を持ちました！」中宙「まどか？ああ、よく食べます。とにかく。」大宙「いじめてくれるって聞いて期待してたのに、ちっとも気持ち良くありません！」
- 上記「相談ちゅう」に代わる新コーナーとして提案され、水島大宙イチオシのため10月から正式に投稿フォームにコーナー名が掲載された。第24回に提案され、第28回でリスナーからの投稿例が多数紹介される。
- 亜流として、幼い「まどこ」、普通の「まどか」、邪悪な「まドゥー」が回答する「木村三姉妹」も募集中。

### まどちゅうお絵かきちゅう！！
- 「絵しりとり」のコーナー。リスナーからよせられたお題に沿った絵をパーソナリティの二人が描き、その絵を見てしりとりをする。
- 描いた絵は動画配信され、リスナーも閲覧することができる。音声だけ聞いても意味がわからない。
- どちらの描いた絵が芸術的に優れているかをスタッフの投票によって判定し、先に5敗した方に罰ゲームがある。
- お絵かきのお題（海のいきもの、日本、赤いもの、など）と罰ゲームの内容を募集中。

| 回数   | テーマ       | 敗者                    | 累計           |
| ------ | ------------ | ----------------------- | -------------- |
| 第 回  |              |                         | 水島0敗木村1敗 |
| 第7回  | 中国         | 水島 水島1票、木村2票   | 水島1敗木村1敗 |
| 第11回 | 緑           | 木村 水島2票、小清水2票 | 水島1敗木村2敗 |
| 第16回 | 三文字縛り   | 水島 水島1票、木村2票   | 水島2敗木村2敗 |
| 第20回 | 夏休み       | 木村 水島3票            | 水島2敗木村3敗 |
| 第25回 | かわいいもの | 水島 木村3票            | 水島3敗木村3敗 |
| 第29回 | 秋           | 木村 水島3票            | 水島3敗木村4敗 |

### ｉｍｉｎａｓ！！
- 世の中にある言葉は、実は何かの略語である…という設定で、リスナーからよせられた「世の中の略語の真の意味」を紹介するコーナー。
- 例：「スタバ」→「スタンプ倍押してよ！」の略語。

### ふつおた
- いわゆる「ふつうのお便り」のコーナー。
- 上記コーナー宛以外のメールが寄せられ、臨時コーナーが設けられることがある。
- あなたの家のペットの珍妙な行動、あなたの街のだいちゅう（「ダイチュウ」という名称の店など）、あなたの街のまどか、などの小ネタも募集されている。
- さよなら絶望放送関連のメールもここで紹介されるのが通例になっている。

### 新コーナー募集ちゅう
「相談ちゅう」に代わる新コーナーを募集中。現在、以下の候補が挙がっている。
- 「必中！」：二つの選択肢がある問いをリスナーから募集し、パーソナリティの二人に討論してもらう。
- 「水島式中間地点」：お題に対する答えとして極端なふたつをスタッフが提示し、その中間地点の行動を大宙さんならどうするかリスナーに考えてもらい、最終的にどれが一番自分の考えに近いかを大宙さんに選んでもらう。→「水島三兄弟」とかぶるため、そちらに統合される方向。
- 「まどかのプリンセスレッスン」：素敵な女性として成長しつつある木村まどかに、さらにスキルアップしてもらうべく、リスナーからの厳しいお題に挑戦してもらうコーナー。例：「好きな人にしか見せない笑顔、甘い声で、大宙さんに告白する」「地元の訛りを使って一発ギャグを考える」水島からの強いプッシュにより、やることに決定した模様。
- 「木村まどかの×××××のメール受信中」：とある女性声優がゲスト出演以来、木村まどかに対してメールの返信をくれないという話を受けて提案されたコーナー。本人には内緒。
- 「今日もだいちゅう！」：だいちゅうにあこがれ、だいちゅうを目指す若者達が、今日の行動がいかにだいちゅうであったかを報告するコーナー。大宙さんによる大宙度判定つき。小宙、中宙、大宙、特大宙。
  - 例：「1円落ちていましたが、華麗にスルーしました」だいちゅう度判定：「1円を大切にしなさい！そんな奴は小宙だ！」
- まどかの「私の旦那様」：リスナーから木村まどかが恋に落ちそうな男性像を想像して送ってもらう。毎週木村まどかがその中からひとつ「これは！」と思った物を選ぶ。最終回には、今まで選んだ理想像をすべて兼ね備える男性を求めて旅に出る。
  - 例：ごはんをたくさん食べる、ちょっとガッチリ系、自慢話をしない、目からビームが出る、実家がクリーニング屋、

藤沢市出身だ、「昼飯何でもいいよ」と言っておきながらラーメンと言うとあからさまに嫌な顔をする

## 配信リスト
| 回数       | タイトル                               | 配信日     | ゲスト     |
| ---------- | -------------------------------------- | ---------- | ---------- |
| 第1回      |                                        | 2008/04/07 |            |
| 第2回      |                                        | 2008/04/14 |            |
| 第3回      |                                        | 2008/04/21 |            |
| 第4回      |                                        | 2008/04/28 |            |
| 第5回      |                                        | 2008/05/   |            |
| 第6回      | 女王様＆みのさんに相談ちゅう           | 2008/05/12 |            |
| 第7回      | お絵かき悪戦苦闘ちゅう                 | 2008/05/19 |            |
| 第8回      | ほんとにiminas!!                       | 2008/05/26 |            |
| 第9回      | あだ名募集ちゅう                       | 2008/06/02 | 小清水亜美 |
| 第10回     | 大宙さんおめでとう☆                    | 2008/06/09 | 小清水亜美 |
| 第11回前編 | お絵かきちゅう                         | 2008/06/16 | 小清水亜美 |
| 第11回後編 | 罰ゲームちゅう☆                        | 2008/06/16 | 小清水亜美 |
| 第12回     | 小清水もiminas!                        | 2008/06/23 | 小清水亜美 |
| 第13回前編 | 絶望的なふつおた                       | 2008/06/30 | 小清水亜美 |
| 第13回後編 | 普通のふつおた                         | 2008/06/30 | 小清水亜美 |
| 第14回前編 | ふつおた                               | 2008/07/07 |            |
| 第14回後編 | 木村まどかのあだ名を考えるコーナー     | 2008/07/07 |            |
| 第15回     | 金髪の人＆ヘヴィメタの人に相談ちゅう？ | 2008/07/14 |            |
| 第16回前編 | お絵かきちゅう                         | 2008/07/21 |            |
| 第16回後編 | お絵かき結果は…☆                       | 2008/07/21 |            |
| 第17回     | 元気にiminas!                          | 2008/07/28 |            |
| 第18回前編 | イケメン風声優                         | 2008/08/04 |            |
| 第18回後編 | 反逆ののろしをあげろ！！               | 2008/08/04 |            |
| 第19回     | 深夜のコンビニ店員＆ようじょに相談中   | 2008/08/11 |            |
| 第20回前編 | お絵かき・まどかは苦戦ちゅう           | 2008/08/18 |            |
| 第20回後編 | お絵かき・だいちゅう健闘ちゅう         | 2008/08/18 |            |
| 第21回     | さわやかにiminas                       | 2008/08/25 |            |
| 第22回前編 | 反逆武勇伝披露                         | 2008/09/01 | さのすけ   |
| 第22回後編 | ゲストトーク                           | 2008/09/01 | さのすけ   |
| 第23回前編 | 大宙さんロロについて大いに語る         | 2008/09/08 | さのすけ   |
| 第23回後編 | ふつーのおたより                       | 2008/09/08 | さのすけ   |
| 第24回     | 正義のヒーロー＆深窓の令嬢に相談ちゅう | 2008/09/15 | さのすけ   |
| 第25回前編 | かわいいものをお絵かきちゅう           | 2008/09/22 | さのすけ   |
| 第25回後編 | 俺を見ないで…                          | 2008/09/22 | さのすけ   |
| 第26回前編 | すこやかにiminas！！                   | 2008/09/29 | さのすけ   |
| 第27回前編 | 超アジアレポート                       | 2008/10/06 |            |
| 第27回後編 | まどかと正露丸                         | 2008/10/06 |            |
| 第28回前編 | 新コーナー会議ちゅう！                 | 2008/10/13 |            |
| 第28回後編 | 会議…した？？                          | 2008/10/13 |            |
| 第29回前編 | 芸術の秋的お絵かきちゅう               | 2008/10/20 |            |
| 第29回後編 | 罰ゲームも募集ちゅう！                 | 2008/10/20 |            |
| 第30回     | のびやかにiminas！！                   | 2008/10/27 |            |
| 第31回前編 | 例のメール紹介                         | 2008/11/03 |            |
| 第31回後編 | 色んなメール紹介                       | 2008/11/03 |            |